# Mute Records
Mute Records is een Brits platenlabel dat in 1978 werd opgericht door Daniel Miller, voornamelijk om zijn eigen single T.V.O.D./Warm Leatherette uit te brengen.
Mute Records kreeg naam als label dat bereid was post-punk artiesten als Fad Gadget (Frank Tovey's  pseudoniem), Einstürzende Neubauten, Throbbing Gristle en Cabaret Voltaire te willen uitbrengen. Nadat elektronische muziek meer populair werd contracteerde het label ook artiesten als Depeche Mode, Nitzer Ebb, Yazoo en Erasure.
Mute richtte zich later meer op alternatieve rockmuziek, met een band als Sonic Youth. Hiertoe werden diverse imprints opgericht.
Bekende artiesten die bij Mute verschenen zijn Moby, Nick Cave, Goldfrapp en Laibach.
Op 10 mei 2002 werd Mute overgenomen door EMI. In 2010 is Mute weer in beperkte mate zelfstandig geworden, met EMI als ondersteuning in administratie en promotie. Daniel Miller bleef de leiding houden over Mute Records.

## Artiesten
Enkele artiesten waarvan een artikel op Wikipedia staat :
- Cabaret Voltaire
- Nick Cave
- A Certain Ratio
- Depeche Mode
- Einsturzende Neubauten
- Fad Gadget
- Goldfrapp
- Holger Hiller
- Komputer
- Kraftwerk
- Laibach
- Miranda Sex Garden
- Moby
- Nitzer Ebb
- Lee Ranaldo
- Sonic Youth
- Frank Tovey
- Throbbing Gristle
- Yazoo
- Wire